# Багаж (Доктор Хаус)
Baggage (рус. Багаж) — двадцать первая по счёту серия 6-го сезона американского телесериала «Доктор Хаус». На телеканале «FOX» премьерный показ состоялся 10 мая 2010 года.

## Сюжет
Эпизод рассматривается с точки зрения Хауса и доктора Нолана (его играет приглашённый актёр Андре Брауэр). Вместе они пытаются понять, почему Хаус сломлен, детально разбирая то, как он провёл предыдущую неделю.
В ходе общения с доктором Ноланом Хаус рассказывает о случае с женщиной (её играет приглашённая актриса Зои МакЛеллан), которая прибыла в Принстон-Плейнсборо с необъяснимой болезнью и амнезией. Пытаясь разгадать тайну болезни женщины, Хаус помогает собрать её личность воедино.
По поводу своей личной жизни Грегори Хаус рассказывает, что Уилсон попросил его переехать из своего дома в связи с переездом к нему бывшей жены.
Вернувшись в свою квартиру, он обнаруживает, что его сосед по комнате из психиатрической лечебницы Хуан «Элви» Альварес не только жил в его квартире, но и продал несколько ценных предметов Хауса, чтобы сделать весьма сомнительный ремонт. На протяжении эпизода Хаус и Элви пытаются найти эти предметы. Другой проблемой эпизода является признание американского гражданства Элви. После того, как Элви потерял все документы, подтверждающие его гражданство, он скрывается от закона. В конце концов Хаус решает все его проблемы, фальсифицируя ДНК-тест, показывающий родство Элви с его пуэрто-риканской матерью. Хаус также находит книги, проданные Элви, одной из них оказывается очень редкая книга за авторством прадедушки Кадди (Хаус берёг её, чтобы подарить Кадди на какое-либо знаменательное событие).
Положение пациентки Хауса всё ухудшается, становясь фактически безнадёжным. Однако, когда пациентку привозят в операционную, на её ноге с помощью ультрафиолетового излучения обнаруживаются остатки татуировки. Исходя из этого, Хаус диагностирует аллергическую реакцию на чернила, которая была вызвана ежедневным бегом на длинные дистанции. Основываясь на этом диагнозе, команда предотвратила её смерть, и женщина пошла на поправку.
Рассказав всё это доктору Нолану, Хаус понимает, что все вокруг за последнее время стали счастливы (Кадди c Лукасом, Уилсон c Сэм и даже Элви с его кузеном), а он стал ещё несчастнее, несмотря на то, что целый год следовал советам доктора Нолана. Хаус обвиняет Нолана в шарлатанстве и в гневе уходит.

## Критика
Зак Хэндлен оценил эпизод в 4 балла (из 5). По его мнению, Хаус — хороший человек, несмотря на глубокие проблемы. Он отметил, что использование сеанса психотерапии для того, чтобы рассказать историю пациента, было умным ходом. Выселение Уилсоном Хауса показалось Заку слишком резким ходом, сделанным лишь для того, чтобы привести Хауса к крайней точке.